# 剪率
剪率（Shear rate）也稱為剪切速率，是指施加材料上剪應變的變化，其單位是1/s。

## 簡單剪切

### 拖曳流动

二片平行板中的拖曳流动

若流體在二片平行板中流動，一片平行板靜止，另一片則以等速，沿著和板子平行的方向移動（拖曳流动），其剪率為：
{\displaystyle {\dot {\gamma }}={\frac {v}{h}},}
其中： 
- {\displaystyle {\dot {\gamma }}}為剪率，單位為1/s。
- {\displaystyle v}是板子的速率，單位為m/s。
- {\displaystyle h}是兩平行板之間的距離，單位為m。

或是：
{\displaystyle {\dot {\gamma }}_{ij}={\frac {\partial v_{i}}{\partial x_{j}}}+{\frac {\partial v_{j}}{\partial x_{i}}}.}
針對簡單剪切的情形，剪率只是流動材料的速度梯度。国际单位制的單位為s−1。
若建模的流體是三維的，常會用剪率張量的第二不變量當作剪率
{\displaystyle {\dot {\gamma }}={\sqrt {2\varepsilon :\varepsilon }}}.

### 牛頓流體管流的內壁剪率
牛頓流體在一管內流動，內壁的剪率為
{\displaystyle {\dot {\gamma }}={\frac {8v}{d}},}
其中：
- {\displaystyle {\dot {\gamma }}}為剪率
- {\displaystyle v}為流體線速率
- {\displaystyle d}為管子內徑

線速率v和體積流率的關係為
{\displaystyle v={\frac {Q}{A}},}
其中A為管子截面積，若內半徑為r，截面積為
{\displaystyle A=\pi r^{2},}
因此
{\displaystyle v={\frac {Q}{\pi r^{2}}}.}
因此將可以剪率中線速率改為體積流率Q
{\displaystyle {\dot {\gamma }}={\frac {8v}{d}}={\frac {8\left({\frac {Q}{\pi r^{2}}}\right)}{2r}},}
剪率和體積流率Q及內半徑r的關係如下：
{\displaystyle {\dot {\gamma }}={\frac {4Q}{\pi r^{3}}}.}
對於牛頓流體的管壁，剪應力（{\displaystyle \tau _{w}}）和剪率的關係為
{\displaystyle \tau _{w}={\dot {\gamma }}_{x}\mu }，其中{\displaystyle \mu }為流體的動黏度
若是非牛頓流體，剪應力和剪率的關係會依材料而不同，也和粘性应力张量和剪率张量的關係有關。